# Geranium leptodactylon
Geranium leptodactylon är en näveväxtart som beskrevs av Jan Frederik Veldkamp. Geranium leptodactylon ingår i släktet nävor, och familjen näveväxter. Inga underarter finns listade i Catalogue of Life.